# Romain Slocombe
Pour les articles homonymes, voir Slocombe.
Romain Slocombe, né le 25 mars 1953 à Paris, est un écrivain, réalisateur, traducteur, illustrateur, auteur de bandes dessinées et photographe français. Ses œuvres abordent principalement le Japon, le bondage et la période de la Seconde Guerre mondiale.

## Biographie
Né en 1953, d'ascendance juive par sa grand-mère, Romain Slocombe participe, après des études d'art, au groupe Bazooka, notamment au tout début du magazine Métal hurlant (années 1970), pour lequel il produit des œuvres de bande dessinée et d'illustration. Ses thèmes de prédilection se focalisent rapidement autour du Japon et du bondage, avec des jeunes femmes (infirmières et japonaises) attachées.
Il emploie divers modes d'expression : bande dessinée, dessin, peinture, illustration, photographie, cinéma, essais et roman, ce dernier que cela soit pour la jeunesse ou pour un public adulte.
Entre 2000 et 2006 paraissent quatre romans – formant une tétralogie nommée La Crucifixion en jaune.
En 2011, répondant à l'invitation éditoriale de la collection « Les Affranchis », il publie Monsieur le Commandant, l'histoire d'un écrivain pétainiste durant l'Occupation. Le livre obtient un certain succès et reçoit le prix Nice Baie des Anges.
En 2016, il crée le personnage récurrent de l'inspecteur Léon Sadorski, collaborateur et antisémite.
Slocombe est remercié pour sa relecture de la traduction de nouvelles d'Edogawa Ranpo par sa fille et traductrice des nouvelles, Miyako Slocombe, dans l'ouvrage Un Amour inhumain paru en 2019.

### Engagement politique
En 2012, il soutient Jean-Luc Mélenchon, candidat du Front de gauche à l'élection présidentielle.

## Publications

### Romans, nouvelles

#### Nouvelles
- 2000 : Asako's highway, nouvelle, éditions Michel Baverey, Paris, 32 p.  (ISBN 291268823X)
- 2002 : Route 40[6], nouvelle, éditions Le Monde/Gallimard, 15 p.
- 2005 : Refuge, nouvelle, dans le recueil Le Noir dans le blanc, éditions Autres Temps
- 2007 : Sarcome du capricorne, nouvelle, dans le recueil La France d'après, éditions Privé
- 2016 : Route 40, recueil de cinq nouvelles, éditions Belfond  (ISBN 978-2714468963)
- 2017 : Hématomes, recueil de nouvelles, éditions Belfond  (ISBN 978-2-7144-6898-7)

#### Romans
- 1983 : Phuong-Dinh Express, illustrations de Slocombe, éditions Les Humanoïdes Associés, Paris  (ISBN 2731602309)
- 2002 : Saké des brumes, éditions du Seuil/Baleine, coll. « Le Poulpe n° 245 », Paris  (ISBN 2842194055)
- 2004 : La Japonaise de St John’s Wood, photographies de Slocombe, éditions Zulma, Paris  (ISBN 2843042453)
- 2004 : Nao, Presses universitaires de France, Paris  (ISBN 2130538886)
- 2007 : Envoyez la fracture, coll. « Suite noire » n° 13
- 2008 : Qui se souvient de Paula ?, éditions Syros, Paris
- 2008 : Mortelle résidence, éditions du Masque  (ISBN 978-2702431634)
- 2009 : Christelle corrigée, éditions du Serpent à plumes  (ISBN 978-2268067773)
- 2009 : L’Infante du rock, éditions Parigramme  (ISBN 2840966050)
- 2011 : Monsieur le Commandant, NiL, coll. « Les Affranchis »  (ISBN 284111564X) — prix Nice-Baie-des-Anges 2012 et trophée 813 du meilleur roman francophone 2012
- 2014 : Avis à mon exécuteur, éditions Robert Laffont  (ISBN 978-2-221-13516-7)
- 2015 : Un été au Kansai, éditions Arthaud  (ISBN 978-2-08-130079-8)
- 2016 : Des petites filles modèles, éditions Belfond  (ISBN 978-2714460493)
- 2019 : La Débâcle, éditions Robert Laffont  (ISBN 978-2221218860)
- 2020 : L’Été 64, Petit Écart  (ISBN 978-2-95611-924-1)
- 2024 : Une sale Française, éditions du Seuil  (ISBN 978-2-02-155445-8)

##### TétralogieLa Crucifixion en jaune
- 2000 : Un été japonais, n° 1, Gallimard, Paris  (ISBN 207049960X)
- 2001 : Brume de printemps, n° 2, Gallimard, Paris  (ISBN 207049974X)
- 2003 : Averse d’automne, n° 3, éditions Gallimard, Paris  (ISBN 2070429369)
- 2006 : Regrets d’hiver, n° 4, éditions Fayard, Paris  (ISBN 2213628955)

##### TrilogieL’Océan de la stérilité
- 2008 : T.1, Lolita complex, éditions Fayard  (ISBN 9782213631813)
- 2010 : T.2, Sexy New-York, éditions Fayard  (ISBN 9782213631820)
- 2012 : T.3, Shanghai Connexion, éditions Fayard  (ISBN 978-2213631806)

##### Aventures de l’inspecteur Léon Sadorski

###### Trilogie des collabos[7]
- 2016 : L’Affaire Léon Sadorski, éditions Robert Laffont  (ISBN 2221187776)
- 2017 : L’Étoile jaune de l'inspecteur Sadorski, éditions Robert Laffont  (ISBN 2221187768)
- 2018 : Sadorski et l’Ange du péché, éditions Robert Laffont  (ISBN 2221199014)

###### Trilogie de la guerre civile[7]
- 2020 : La Gestapo Sadorski, éditions Robert Laffont  (ISBN 978-2221245859)
- 2021 : L’Inspecteur Sadorski libère Paris, éditions Robert Laffont  (ISBN 978-2221248379)
- 2022 : J’étais le collabo Sadorski  (ISBN 978-2221259740)

###### Autre roman
- 2024 : Sadorski chez le docteur Satan  (ISBN 9782221264164)

#### Aventures du journaliste Ralph Exeter
- 2013 : Ralph Exeter, T.1, Première station avant l’abattoir, éditions du Seuil  (ISBN 978-2-02-108688-1) — prix Mystère de la critique 2014[8] ; prix Arsène Lupin du meilleur roman policier 2014[9]
- 2015 : Ralph Exeter, T.2, Le Secret d'Igor Koliazine, éditions du Seuil  (ISBN 978-2-02-122187-9)

### Romans et textes pour la jeunesse
(Les textes et illustrations sont de Romain Slocombe, sauf lorsque mention différente.)
- 1987 : Les Évadés du bout du monde, éditions Syros, Paris  (ISBN 2867381975)
- 1987 : Clic Clac de Eric Kristy, illustrations de Slocombe, éditions Syros, Paris
- 1988 : Le Détective du Palace Hôtel, éditions Syros, Paris  (ISBN 2867382785)
- avril 1991, Le Faussaire, Folio cadet noir, Enquêtes policières (n° 2),  (ISBN 9782070312566)
- avril 1991, La Disparition de Laloupe, Folio cadet noir, Enquêtes policières (n° 3),  (ISBN 9782070312559)
- avril 1991, L'Homme en rouge, Folio cadet noir, Enquêtes policières (n° 4),  (ISBN 9782070312542)
- avril 1991, Le Mystère de la caméra, Folio cadet noir, Enquêtes policières (n° 6),  (ISBN 9782070312573)[10]
- 1992 : Drôle de dragon à Tokyo de Paul Thiès, illustrations de Slocombe, éditions Syros, Paris  (ISBN 2867387361)
- 1992 : Le Bandit rouge, éditions Nathan, Paris  (ISBN 2092403133)
- 1994 : Malédiction à Chinatown, avec Étienne Lavault, éditions Hachette, Paris  (ISBN 2012092470)
- 1995 : Réfugiés : le droit d'asile menacé de Gérard Dhôtel, illustrations de Slocombe, éditions Syros, Paris  (ISBN 2841462579)
- 1995 : Le Redoublant de Claire Mazard, illustrations de Slocombe, éditions Nathan, Paris  (ISBN 2092821105)
- 1996 : Génocide : l'Arménie oubliée de Muriel Pernin, illustrations de Slocombe, éditions Syros, Paris  (ISBN 2841463494)
- 1997 : Questions d'amour de Virginie Dumont, illustrations de Slocombe (entre autres artistes), éditions Nathan, Paris  (ISBN 2092782568)
- 1998 : Contes et légendes de L’Iliade de J. Martin d'après Homère, illustrations de Slocombe, éditions Nathan, Paris  (ISBN 2092822446)
- 1998 : Contes et légendes de L’Odyssée de J. Martin d'après Homère, illustrations de Slocombe, éditions Nathan, Paris  (ISBN 2092822454)
- 2008 : Qui se souvient de Paula ?, Paris, Syros, coll. « Rat noir », 2008, 128 p.  (ISBN 978-2-7485-0644-0)
- 2011 : Le Faux détective, Paris, éditions Syros, coll. « Souris noire », 2011, 82 p.  (ISBN 978-2-7485-1037-9)
- 2012 : Détective sur cour, Paris, Syros, coll. « Souris noire », 2012, 128 p.  (ISBN 9782748511963)
- 2014 : Deux détectives chez Dracula, éditions Syros, Paris

### Bandes dessinées
- 1978 : Prisonnière de l'Armée Rouge, éditions Les Humanoïdes Associés, Paris  (ISBN 2902123566)
- 1984 : Yeun-Ok, l'infirmière héroïque, éditions Futuropolis, Paris  (ISBN 2737653851)
- 1985 : Tokyo Girl, scénario de Max Fournier, éditions Magic Strip, Paris  (ISBN 2803501112)
- 1986 : La nuit de Saïgon, éditions Futuropolis, Paris  (ISBN 2737654912)
- 1987 : Cauchemars climatisés, scénario de Marc Villard, éditions Futuropolis, Paris  (ISBN 2737656257)
- 1988 : Femmes fatales, éditions Comixland, Paris  (ISBN 290759303X)
- 1988 : Le détective du Palace Hôtel, éditions Syros, Paris  (ISBN 2867382785)
- 1989 : Tigres volants contre zéros, éditions Albin Michel, Paris  (ISBN 2226037322)
- 1989 : Cité des anges, scénario de Marc Villard, éditions Albin Michel, Paris  (ISBN 2226035567)
- 1992 : Drôle de dragon à Tokyo, scénario de Paul Thiès, éditions Syros, Paris  (ISBN 2867387361)

### Traductions
- 2003 : Pierre Guyotat, Tomb for 500 000 soldiers, Creation Books, Londres
- 2004 : George Sanders, Mémoire d'une fripouille, Presses universitaires de France
- 2004 : Su Na, Musée de la chair, Presses universitaires de France
- 2005 : Donald Richie, Le Cinéma japonais, Éditions du Rocher

### Photographies
(Les textes sont de Romain Slocombe, sauf lorsque mention différente.)
- 1994 : Broken Dolls, éditions Jean-Pierre Faur, Paris  (ISBN 2909882063)
- 1997 : Tokyo, un monde flottant, éditions Michel Baverey, Paris  (ISBN 2912688019)
- 1997 : City of the broken dolls, éditions Creation Books, Londres  (ISBN 187159281X)
- 1998 : Beauties in Bandage, CD-ROM, éditions Soft Machine, Tokyo
- 2000 : Y + Y, textes de Gilbert Woodbrooke (alias Slocombe), éditions Étude & Promotion de l’Art Contemporain, Le Havre (édition numérotée, 100 exemplaires)
- 2000 : Tokyo Sex Underground, éditions Creation Books, Londres  (ISBN 184068044X)
- 2001 : Tokyo Vertigo, textes de Stephen Barber, éditions Creation Books, Tokyo  (ISBN 1840680369)
- 2001 : Les Japonaises blessées, éditions Mondo Bizarro Press, Bologne
- 2002 : Sugar Babies, textes de Roland Jaccard, éditions Zulma, Paris  (ISBN 2843042291)
- 2005 : Femmes de plâtre de Stéphen Lévy-Kuentz, essai sur l'art médical, photographies de Slocombe, éditions La Musardine, Paris  (ISBN 284271198X)
- 2005 : Tokyo blues, éditions Isthme, Paris  (ISBN 2912688590)

### Films
(En tant que réalisateur et scénariste.)
- 1995 : Un monde flottant (60 min), France ; production Rencontres internationales de la photographie d'Arles
- 1996 : Tokyo Love, court métrage (21 min), Japon/États-Unis; production Momoko Films/Haxan Films
- 1998 : La Femme de plâtre, court-métrage, France ; coscénariste Pierre Tasso ; production Ex Nihilo pour Canal+[11]
- 1999 : Week-end à Tokyo, court métrage (21 min), France ; coréalisation Pierre Tasso ; production Ex Nihilo pour Canal+[12]
- 2001 : Kinbaku, la forêt des arbres bleus, court-métrage (26 min), France; coréalisation Pierre Tasso ; production UMT[13]

### Illustrations
(Les textes sont de Romain Slocombe, sauf lorsque mention différente.)
- 1981 : The Entropy Tango de Michael Moorcock, roman, éditions New English Library, Londres  (ISBN 0450048861)
- 1983 : L'art médical, ouvrage collectif, éditions Temps Futurs, Paris  (ISBN 2866070364)
- 1986 : Tristes vacances, textes de François Landon
- 1987 : Cauchemars climatisés de Marc Villard, recueil de nouvelles, éditions Futuropolis, Paris  (ISBN 2737656257)
- 1988 : Femmes fatales, éditions Comixland, Paris  (ISBN 290759303X)
- 1993 : Japon, l'Empire érotique, essai, éditions La Sirène, Paris  (ISBN 2840450291)
- 1997 : Japan in Bandage, éditions Artware, Wiesbaden  (ISBN 3931157016)
- 1997 : Shasei Techô. An Ejaculatory Sketchbook, éditions CBO, Liancourt
- 1998 : Dai Shinsai, éditions CBO, Liancourt
- 1999 : True Action, éditions Les Etoiles et les Cochons, Paris  (ISBN 2911995147)
- 2000 : Dolls hospital, éditions CBO, Liancourt
- 2001 : Crashscape, éditions CBO, Liancourt (120 exemplaires sur sérigraphie, numérotés et signés)
- 2002 : L'Homme élégant, éditions Zulma, Paris  (ISBN 2843042097)
- 2003 : Carnets du Japon, éditions PUF, Paris  (ISBN 2130519792)
- 2006 : Suite viennoise, texte de Roland Jaccard, éditions Denoël, Paris
- 2013 : Guérir, Timeless édition, Toulouse

## Récompenses et distinctions
- Prix Nice-Baie-des-Anges 2012 pour Monsieur le Commandant[14]
- Prix Mystère de la critique 2014 pour Première Station avant l'abattoir[15]
- Prix Arsène Lupin du meilleur roman policier 2014 pour Première Station avant l'abattoir[16]